# 嶋崎信房
嶋崎 信房（しまざき のぶふさ、1945年8月25日 - ）は、日本の小説家、ノンフィクション作家。筆名・赤神信。

## 経歴
東京都出身。日本大学芸術学部文芸学科卒。東京スポーツ新聞社入社。文化部時代は映画記者として映画を取材。
1975年「全員死亡」でオール讀物推理小説新人賞佳作を受賞。東京スポーツ新聞社退職後作家・文筆家。

## 著書
- 『殺意の一球』ソノラマ文庫 1983
- 『花翁 鴨下農園物語』朝日ソノラマ 1993
- 『いまだ投了せず 将棋に命を賭けた男たち』朝日ソノラマ 1995
- 『東スポ黄金伝説。』赤神信 太陽出版 2006 のち幻冬舎アウトロー文庫
- 『小説高倉健孤高の生涯 上 (任侠編)』音羽出版 2015
- 『小説高倉健孤高の生涯 下 (流離編)』音羽出版 2015

## 注
1. ↑  『現代日本人名録』2002年
2. ↑  『小説高倉健』著者紹介